# Кара Делевин
Кара Џослин Делевин (енгл. Cara Jocelyn Delevingne; Лондон, 12. август 1992) британска је манекенка, глумица и певачица. Рођена је у Лондону 1992. године као ћерка Чарлса и Пандоре Девелин, а први уговор потписала је са челсијском агенцијом Storm Model Management, после напуштања школе 2009. године. British Fashion Awards јој је доделио награду за најбољег модела године 2012. и 2014. године, а појављивала се и на многим светски познатим ревијама као што су Burberry, Mulberry, Dolce & Gabbana и Jason Wu. Своју глумачку каријеру почела је наизглед безначајном улогом у адаптацији филма Ана Карењина из 2012. године, а ускоро ће се појавити и у романтично-мистичном филму Градови на папиру (24. јула 2015), те суперхеројском филму Екипа за самоубиство (5. августа 2016). Поред манекенства и глуме, Делевин се такође бави и битбоксањем, певањем те свирањем (бубњеви и гитара).